# هاري هولمان (لاعب كرة قدم)
هاري هولمان (16 نوفمبر 1957 - 6 نوفمبر 2020)، هو لاعب كرة القدم إنجليزي، لعب لـنادي إكزتر سيتي ونادي بيتربورو يونايتد في دوري كرة القدم الإنجليزية.

## روابط خارجية
- هاري هولمان في لاعبي كرة القدم باري هوجمان